# Anneckeida indica
Anneckeida indica is een vliesvleugelig insect uit de familie Torymidae. De wetenschappelijke naam is voor het eerst geldig gepubliceerd in 1996 door Sureshan & Narendran.